# Gare de Nishitetsu Futsukaichi
La gare de Nishitetsu Futsukaichi (西鉄二日市駅, Nishitetsu Futsukaichi-eki) est une gare ferroviaire de la ville de Chikushino, dans la préfecture de Fukuoka au Japon. Elle est exploitée par la compagnie Nishitetsu.

## Situation ferroviaire
La gare de Nishitetsu Futsukaichi est située au point kilométrique (PK) 15,2 de la ligne Nishitetsu Tenjin Ōmuta. Elle marque le début de la ligne Nishitetsu Dazaifu.

## Histoire
La gare a été inaugurée le 12 avril 1924 sous le nom de la gare de Futsukaichi. Elle prend son nom actuel en 1942.

## Service des voyageurs

### Accueil
La gare dispose d'un bâtiment voyageurs ouvert tous les jours, avec des guichets et des automates pour l'achat de titres de transport.

### Desserte
- Ligne Nishitetsu Dazaifu :
  - voies 1, 2 et 4 : direction Dazaifu
- Ligne Nishitetsu Tenjin Ōmuta :
  - voies 3, 6 et 7 : direction Nishitetsu Fukuoka (Tenjin)
  - voie 5 : direction Nishitetsu Ogōri, Nishitetsu Kurume et Ōmuta